# Сирс, Тед
Эдвард Роберт «Тед» Сирс-младший (англ. Edward Robert "Ted" Sears Jr.) — аниматор, сценарист и лирик студии Disney в первые годы её существования.

## Биография

### Ранняя жизнь и карьера
Эдвард Роберт Сирс-младший родился 13 марта 1900 года, в Гринфилде, штат Массачусетс, а большую часть своего детства провёл в Нью-Йорке, где посещал профессиональное училище и стал художником по вывескам, чтобы помогать семье, а позже рисовал интертитры для немых фильмов, занимался спецэффектами, рисовал рекламу и даже делал реквизит для ранних комедий, снятых на две катушки. Он также придумывал сюжетные идеи и шутки для комика немого кино Чарли Бауэрса. Со временем Сирс присоединился к анимационной студии Макса Флейшера, где предлагал идеи для сюжетов и занимался анимацией.
В 1931 году, Тед Сирс был нанят Уолтом Диснеем по долгосрочному контракту, но не в качестве аниматора, а в качестве старшего сценариста (главы отдела сюжетов Disney), и за последующие двадцать семь лет, никто ни разу не оспаривал его позицию. До своей смерти, Сирс отвечал за написание диалогов и сюжетных линий практически для всех полнометражных мультфильмов Disney, включая «Белоснежку и семь гномов» 1937 года, «Пиноккио» 1940 года, «Золушку» 1950 года, «Алису в Стране чудес» 1951 года, «Питера Пэна» 1953 года и «Спящую красавицу» 1959 года. Он также был соавтором закадрового текста для многих фильмов Disney о природе, совместно с Уинстоном Хиблером, а позже участвовал в нескольких телешоу Disney.
Работая в отделе оригинальных сюжетов компании Disney, Тед Сирс являлся одним из тех, кто создал раскадровку, которая теперь является отраслевым стандартом не только для анимационных фильмов, но и для игрового кино.
В 2001 и 2016 годах, Тед Сирс посмертно номинировался на премию «Ретро Хьюго» в категориях «Лучшая постановка» и «Лучшая постановка (Малая форма)» за «Золушку» и «Пиноккио» соответственно, выиграв в последней.

### Личная жизнь и смерть
Эдвард Роберт Сирс-младший умер 22 августа 1958 года, в Лос-Анджелесе, штат Калифорния. В это время он работал над сценарием для «Спящей красавицы», которая вышла пять месяцев спустя. Сирс был указан в титрах как автор дополнительного сценария, вместе с Джо Ринальди, Уинстоном Хиблером, Биллом Питом, Ральфом Райтом и Милтом Банта. Он был похоронен на кладбище Голливуд-Хиллз.
У Сирса остались жена Вайолет Митчелл, скончавшаяся в 1976 году, и дочь Синди, которая давала интервью о роли её отца в добровольческом туре Уолта по Южной Америке, для документального фильма «Walt & El Grupo».
Свояченица Сирса, Айрин, много лет была медсестрой в семье Дисней, ухаживая за братом и матерью Уолта.
Первоначально Сирс озвучивал главного персонажа в мультфильме «Пиноккио», но затем персонаж был переосмыслен, и вместо него на роль озвучивания персонажа, был выбран ребёнок-актёр Дики Джонс.

## Избранная фильмография
- Детки в чаще (1932)
- Весенние пташки (1933)
- Три поросёнка (1933)
- Дудочник в пёстром костюме (1933)
- Плохой, большой волк (1934)
- Карнавал сладостей (1935)
- Музыкальная страна (1935)
- Слон Элмер (1936)
- Мамаша Плуто (1936)
- Белоснежка и семь гномов (1937)
- Пиноккио (1940)
- Несговорчивый дракон (1941)
- Салют, друзья! (1942)
- Три кабальеро (1944)
- Весёлые и беззаботные (1947)
- Время мелодий (1948)
- Так дорого моему сердцу (1948)
- Приключения Икабода и мистера Тоада (1949)
- Золушка (1950)
- Бивер Вэлей (1950)
- Алиса в Стране чудес (1951)
- Пол-акра природы (1951)
- Водоплавающие (1952)
- The Olympic Elk (1952)
- Питер Пэн (1953)
- Аляскинский эскимос (1953)
- Живая пустыня (1953)
- Бен и я (1953)
- Исчезающая прерия (1954)
- Сиам — страна и люди (1954)
- Африканский лев (1955)
- Спящая красавица (1959)